# 平波因特 (喬治亞州)
平波因特（英語：Pin Point）是位於美國喬治亞州查塔姆縣的一個非建制地區。該地的面積和人口皆未知。

## 地理
平波因特的座標為31°57′11″N 81°05′33″W / 31.95306°N 81.09250°W，而該地的平均海拔高度為4米（即13英尺）。